# Трёхсвятительская церковь (Лемеши)
Трёхсвяти́тельская це́рковь — православный храм в селе Лемеши Черниговской области на Украине. Храм построен в 1755 году по заказу Алексея Разумовского над могилой его отца — Григория Розума.

## Архитектор
Имя архитектора храма пока точно не установлено. Существуют предположения, что храм строил одновременно с собором в Козельце А. В. Квасов. Существует и вторая версия — так как архитектурно-художественное решение церкви очень близко к классицизму, то есть основания считать автором проекта Семёна Карлина, который заканчивал строение соборной колокольни в Козельце. По третьей версии, архитектором храма мог быть И. Г. Григорович-Барский.

## История
Именно в селе Лемеши в семье казака Григория Розума родились будущий фельдмаршал и фаворит императрицы Алексей Разумовский и его брат, последний гетман Левобережной Украины, президент академии наук Кирилл Разумовский. В 1755 году по заказу Алексея Разумовского была возведена Трёхсвятительская церковь. Храм был построен над могилой Григория Разумовского (ум. ок. 1730 года) — отца Алексея и Кирилла. Церковь была названа во имя трёх святителей — Григория Богослова, Василия Великого и Иоана Златоуста — Григорий Богослов был святым покровителем Григория Розума. По церковным документам храм был построен по заказу Алексея Разумовского, хотя за строительством скорее всего следила его мать Наталья Демьяновна.
Церковь до 1980 года использовалась, как склад для минеральных удобрений. Храм попал в план реставрационных работ только благодаря тому, что в Советском Союзе проходили Олимпийские игры, а олимпийский огонь должны были нести по трассе Киев-Чернигов.
Реставрация проводилась в 1974—1982 гг. Живописные работы были завершены в 1984 году. В результате работ были восстановлены деревянные конструкции крыши и купола, восстановлен декор экстерьера, ранее сбитый и заштукатуренный. Также были восстановлены паперти и лестницы у входов.

## Описание храма

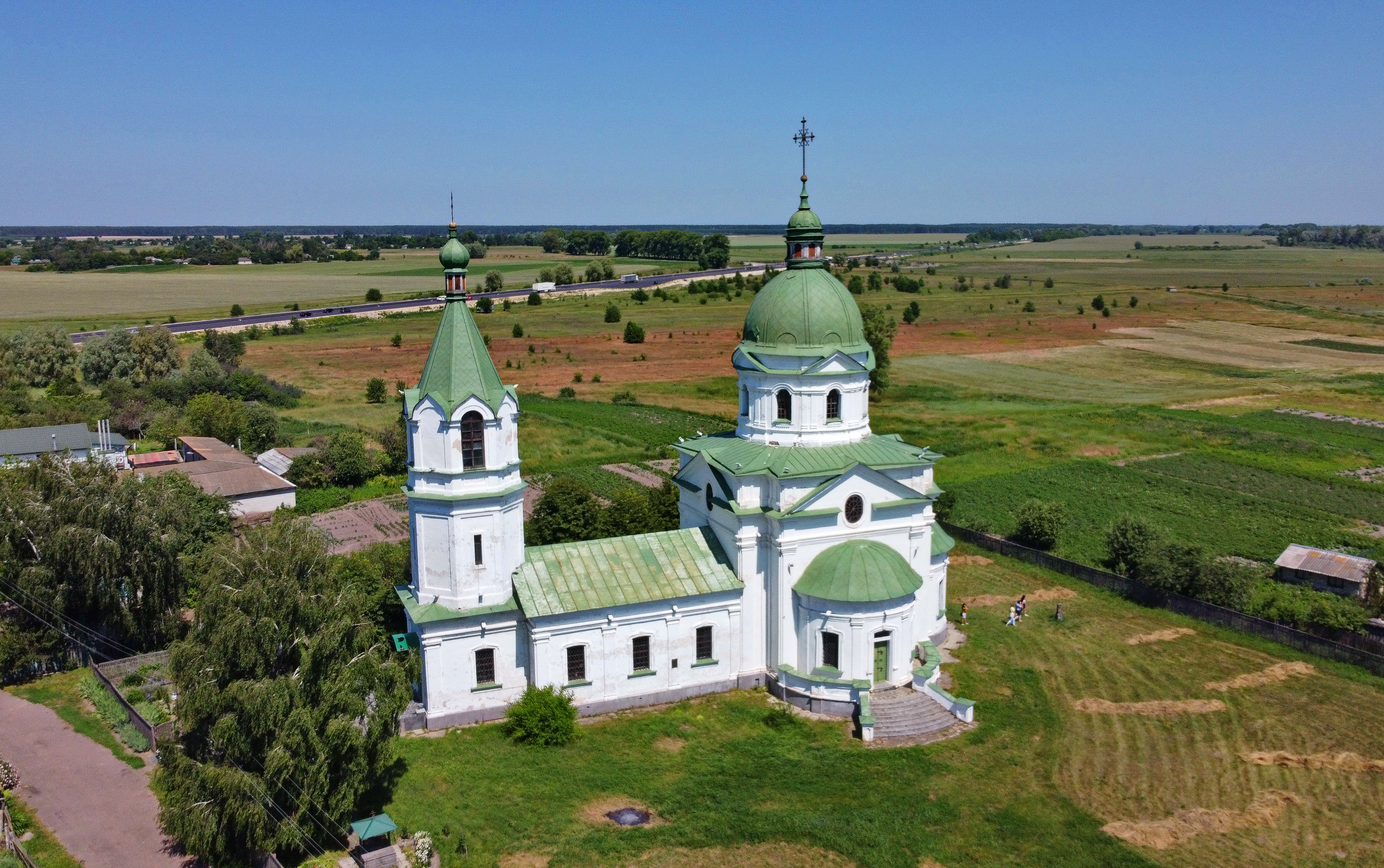
Вид с воздуха на храм

Храм создан в стиле барокко, стены сложены из кирпича. В плане церковь представляет тетраконх, который увенчан куполом на полуциркульном барабане. Главная тема фасадов — конха со спокойным ритмом пилястр тосканского ордера. Пилястры делят стены, которые увенчанные карнизами с триглифами на фризах. Стены основного массива сооружения с раскрепованными углами, акцентированными пилястрами, увенчаны фронтонами, разорванными в уровне венчающего карниза и вписанными в аттиковый пояс. Прямоугольные проемы апсид оформлены простыми широкими наличниками с замковыми камнями.
На основном массиве здания расположены восемь небольших овальных окон, по одному в разрыве фронтонов. Богатством декоративной обработки отличается барабан, решённый в том же архитектурно-художественном ключе, что и само здание. Его цилиндрический объём прочерчен спаренными пилястрами. Поставленные на общий цокольный пояс, они поддерживают аттиковый пояс главы с треугольными фронтонами. Подфризовый поясок барабана обрамляет полуциркульные окна.
Входы в храм расположены по сторонам света, к ним ведут широкие марши лестниц.

### Интерьер
Основой барабана, увенчанного куполом являются четыре пилона внутри храма c подпружными арками и парусами. Декорор интрерьера сосредоточен в подкупольном объёме. Пилоны декорированы двумя парами сдвоенных пилястр, которые опираются на общий пьедестал. Формы капителей не совпадают с принятыми канонами ордера и похожи на свободные трактовки интерьеров XVII—XVIII вв., созданных архитектором И. Г. Григоровичем-Барским — это обстоятельство породило версию об его возможном авторстве. Купольный свод и конхи украшены радиально идущими тягами тонкой профилировки, особенно богато декорирован барабан. Проёмы окон оформлены лепкой, под окнами расположены барельефные медальоны. Простенки интерьера декорированы спаренными пилястрами, несущими антаблемент с геометрическим орнаментом по фризу.В северо-восточной стене находится камин. В восточной части находится фреска в технике масла XVIII—XIX вв.
Иконостас с барочными иконами работы Воскобойникова не сохранился.

## Колокольня
По проекту архитектора Куцевича в 1875 году с западной стороны от храма строят двухъярусную палаточную колокольню. Строят также и крытый переход, который соединяет колокольню с церковью. Такие перестройки состоялись во многих церквях и пришлись на время, когда семейные церкви и родовые усыпальницы на Украине утратили своё значение и стали использоваться как приходы для всех прихожан.
На протяжении многих лет, декоративные элементы экстерьера храма были сбиты и заштукатурены. Таким здание храма дошло до начала реставрационных работ в 1974 году. Интерьер храма и его декоративное убранство, сохранились практически в первоначальном виде.